# エルジュビェタ・ルクレツィア・チェシンスカ
エルジュビェタ・ルクレツィア・チェシンスカ（ポーランド語：Elżbieta Lukrecja Cieszyńska；チェコ語：Alžběta Lukrécie, ドイツ語：Elisabeth Lukretia, 1599年6月1日 - 1653年5月19日）は、チェシン公国の女公（在位：1625年 - 1653年）。チェシン公アダム・ヴァツワフの次女で、母はクールラント・ゼムガレン公ゴットハルト・ケトラーの娘エリーザベト。

## 生涯
幼い頃からルター派プロテスタントとして育てられたが、1611年に家族と共にカトリックに改宗した。
1617年7月13日に父アダム・ヴァツワフが死ぬと、唯一生存していた弟フリデリク・ヴィルヘルムが公爵の地位を相続した。
翌1618年4月23日、エルジュビェタ・ルクレツィアは、自身と同じルター派からのカトリック転向者であるグンダカル・フォン・リヒテンシュタイン（1568年 - 1658年）という20歳近く年上の男やもめと意に染まぬ結婚をした。グンダカルは新興貴族のリヒテンシュタイン公カール1世の弟であった。カール1世はシロンスクのオパヴァ公国とクルノフ公国（イェーゲルンドルフ公国）を入手していたほか、エルジュビェタの弟フリデリク・ヴィルヘルムの不在時に統治を代行するチェシン公国摂政会議のメンバーでもあった。
しかし摂政会議による統治は短いもので、エルジュビェタはすぐに公国の事実上の政治権力を奪い取った。フリデリク・ヴィルヘルムが1624年に親政を開始した後も、公爵がその直後に神聖ローマ皇帝につき従ってネーデルラントに赴いたため、エルジュビェタが実権を保ち続けた。この旅行中の1625年8月19日、フリデリク・ヴィルヘルムはケルンで病を得て急死した。公爵は未婚だったため嫡出子を残していなかった。
当初、皇帝フェルディナント2世はボヘミア王としての権限を行使してチェシンを自領に併合しようとしたが、1498年にボヘミア王ヴラディスラフがチェシン公カジミェシュ2世に対して「4世代後までは女性による相続を認める」という特権を与えており、この取り決めに従って皇帝はエルジュビェタ・ルクレツィアにチェシンの女性統治者としての地位を認めた。
彼女の治世中、チェシン公国は同国の歴史上最も難しい時期を迎えた。チェシンは三十年戦争の戦場となり、恒常的に外国軍の略奪を受けたのである。1626年から1627年にはエルンスト・フォン・マンスフェルト率いるデンマーク軍が、1642年から1643年はロホウ元帥、1645年から1647年はケーニヒスマルク将軍の率いるスウェーデン軍がそれぞれ来襲した。外国軍の無慈悲な蛮行で公国の経済基盤と財政は崩壊し、ペストと飢餓も発生して数多くの領民が死んだ。この戦乱に巻き込まれたおかげで、チェシンは100年の間、経済面でも人口面でも壊滅状態から抜け出せなかった。
エルジュビェタ・ルクレツィア自身の命も何度か危機にさらされた。彼女は1642年にはヤブルンコフに避難し、1645年にスウェーデン軍が首都を占領するとケンティに逃れた（スウェーデン軍は翌1646年に撤退）。1648年10月24日のヴェストファーレン条約締結によって、彼女の領地はようやく平穏を取り戻した。
エルジュビェタ・ルクレツィアと夫グンダカルとの結婚生活は、3人の子供をもうけながらも不幸なものだった。夫妻は1626年には公的に別居し、この状態は1653年にエルジュビェタが死ぬまで続いた。
エルジュビェタ・ルクレツィアは1653年5月19日に亡くなり、チェシンのドミニコ会教会にある公爵家の地下納骨堂に埋葬された。
彼女の死によって、チェシン公国はハプスブルク帝国の属領となり、1918年に公国が形式上も消滅するまで、ハプスブルク家につながりのある人々がチェシン公（テシェン公）の称号を帯びた。

## 子女
1618年4月23日、帝国諸侯グンダカル・フォン・リヒテンシュタイン（リヒテンシュタイン公カール1世の弟）と結婚し、間に3人の子女をもうけた。
1. マリア・アンナ（1621年8月13日 - 1655年10月5日）
2. フェルディナント・ヨハン（1622年12月27日 - 1666年1月9日）
3. アルベルト（1625年3月8日 - 1627年）